# USS Kearsarge (LHD-3)
USS Kearsarge (LHD-3) je americká vrtulníková výsadková loď, která je ve službě od roku 1993. Jedná se o třetí jednotku třídy Wasp.

## Stavba
Kearsarge byla stejně jako její sesterské lodě postavena v loděnici Ingalls Shipbuilding Corporation ve státě Mississippi. Kýl lodi byl položen 6. února 1990, spuštěna byla roku 1992 a dne 16. října 1993 byla uvedena do služby.

## Technické specifikace
Kearsarge na délku měří přesně 257 m a na šířku 31,8 m. Ponor dosahuje hloubky 8,1 m a loď je maximálně schopna vytlačit 41 150 t vody. O pohon lodi se starají dva kotle a dvě turbíny, které dokáží vyvinout sílu až 70 000 koní.

## Výzbroj

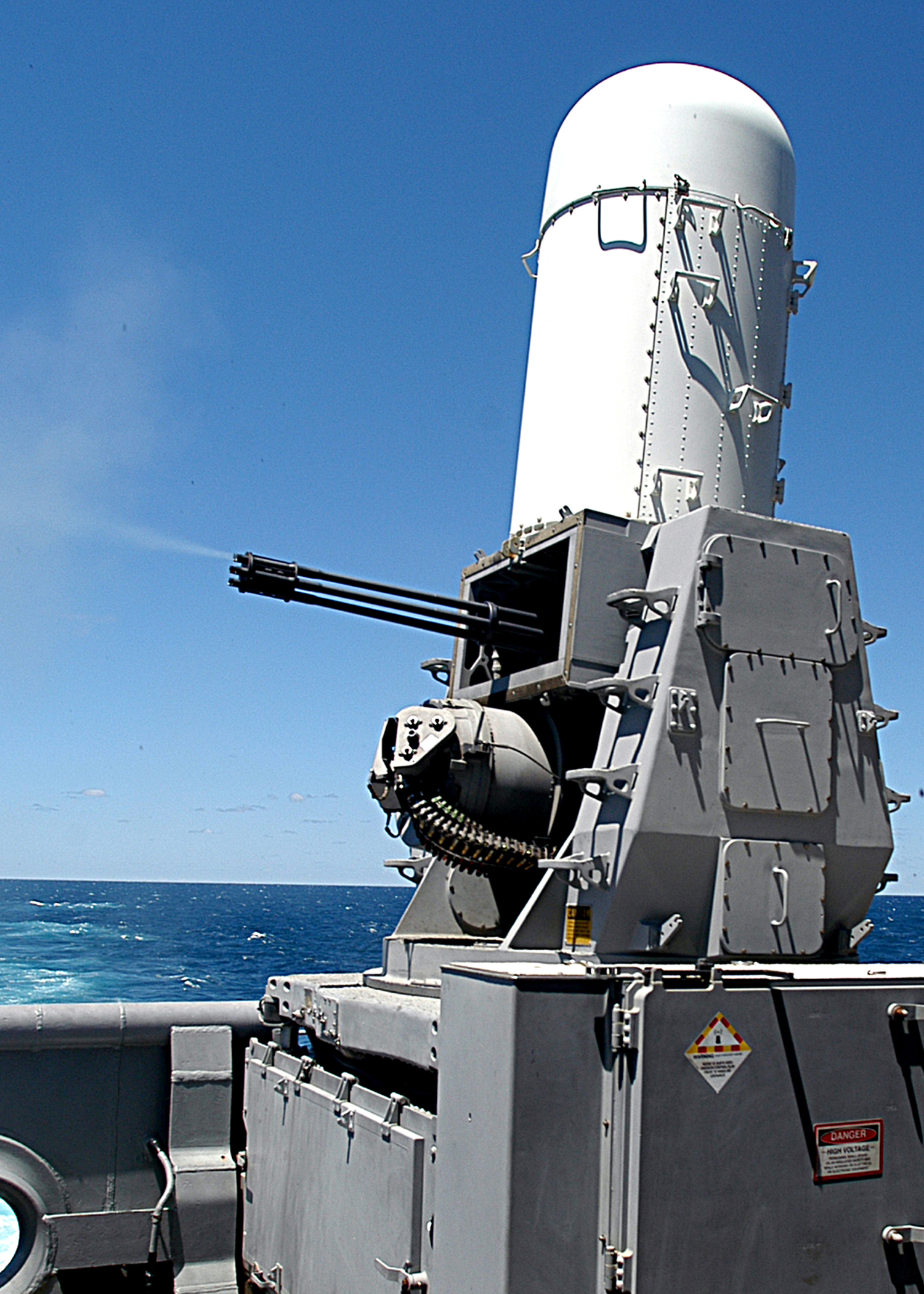
Systém blízké obrany Phalanx na Kearsarge

Loď je vyzbrojena dvěma raketomety Mk 29 pro odpalování protiletadlových střel moře-vzduch RIM-7 Sea Sparrow a dvěma raketovými systémy blízké obrany RIM-116. Dále je Kearsarge vybavena dvěma 20mm hlavňovými systémy blízké obrany Phalanx, čtyřmi 25mm automatickými kanóny Mk 38 Mod 0 a čtyřmi 12,7mm kulomety M2 Browning.